# Carlos Tévez
Carlos Alberto Martínez Tévez (Ciudadela, 5 de fevereiro de 1984) é um treinador e ex-futebolista argentino que atuava como atacante. 
Foi batizado com o sobrenome de sua mãe, uma vez que apenas anos depois obteve judicialmente o reconhecimento do pai, passando a poder usar "Tévez", sobrenome deste.
Tévez é reconhecido como um dos mais talentosos jogadores surgidos na Argentina no início do século XXI. É caracterizado por sua habilidade e pela raça que costuma entregar em campo pelos times em que atua. Foi o líder da Seleção Argentina que faturou pela primeira vez a medalha de ouro olímpica, nos Jogos de 2004. Em clubes, destacou-se não só em seu país-natal pelo Boca Juniors, mas também no Brasil (Corinthians), na Inglaterra (West Ham, Manchester United e Manchester City) e na Itália (Juventus).
Também destacado por seu carisma geral, é querido na terra natal como um jogador do povo, muito por conta de sua infância humilde, origens essas que o faz destinar discretamente parte de seu dinheiro a fundações filantrópicas. Declarou que "é um orgulho que as pessoas me considerem dessa maneira. É algo muito lindo isso. Não sei porque é. As coisas que saem de mim são naturais. Dar um autógrafo, uma foto, uma saudação, é algo que não me custa nada e sei que dá felicidade. Por isso o faço". Recente pesquisa atestou que Tévez é o jogador argentino em atividade mais querido em seu país, com a preferência de um quarto dos compatriotas.
Sua incomum popularidade, no país natal e nos ditos "rivais", inspirou uma peça publicitária Nike, com o lema "Nascido em Fuerte Apache, querido em todas as partes". A empresa, sua patrocinadora, posteriormente, lançou também uma linha de roupas Tévez, fazendo dele o segundo jogador de futebol a ter esse tratamento dela - o primeiro e, até então único, havia sido Ronaldinho Gaúcho. Os outros esportistas que tiveram a mesma grife na empresa são Michael Jordan e Tiger Woods.
Sua aparência também chama atenção: distintos acidentes na infância provocaram cicatrizes de queimadura no peito e no pescoço, além de um dente incisivo partido. Outra marca registrada é o seu comportamento introspectivo fora dos gramados, mas sem "médias na língua" por onde passa.

## Infância e juventude
Tévez cresceu em Fuerte Apache, favela de Buenos Aires, onde deu seus primeiros passos no futebol com o time de amigos de seu edifício. Chegou a jogar na mesma equipe juvenil de seu futuro técnico, Carlos Bianchi, o Villa Real. Seu maior ídolo na infância era o brasileiro Ronaldo, tendo declarado seu desejo em jogar ao lado dele, cujo pôster continuou a enfeitar seu quarto mesmo após a fama.
Tévez era fã também de outros jogadores que, como ele um dia seria, eram caracterizados pela garra em campo: ao eleger seu elenco titular ideal para a Placar, agrupou por essa qualidade o compatriota Gabriel Heinze e o colombiano Mauricio Serna, um ídolo seu do Boca Juniors. Do mesmo clube, colocou também Óscar Córdoba, Hugo Ibarra, Diego Maradona e Gabriel Batistuta, junto do ídolo Ronaldo e de Roberto Ayala, Paolo Maldini, Zinédine Zidane e do amigo Javier Mascherano.
Já era conhecido por apelidos pejorativos em relação às suas cicatrizes de queimadura, ocasionadas com a queda de água fervente quando ele ainda tinha cerca de um ano. Já o acidente que partiu um dente incisivo veio aos nove anos, quando chocou-se em uma brincadeira com uma menina - por coincidência, a irmã de sua futura esposa.

## Carreira como jogador
Quando terminou o segundo grau, foi chamado para os juvenis do All Boys, time da primeira divisão da Argentina. Passaria quatro anos no Albo e poderia ter ido ao Argentinos Juniors, clube famoso pelo bom trabalho nas categorias de base. Nos juvenis do Argentinos estava a pessoa que o levara ao All Boys, Raúl Maddoni. Tévez, todavia, não achou que viveria situação muito diferente na equipe que revelou Diego Maradona e preferiu não sair.

### Boca Juniors
Quando o mesmo Maddoni, porém, chegou ao Boca Juniors e voltou a chamá-lo, o garoto não teve dúvidas. Sendo um torcedor fanático do time, Tévez transferiu-se aos juvenis do Boca em 1997, na mesma época em que foi reconhecido pelo pai. A troca do sobrenome "Martínez" por "Tévez" chegaria a gerar uma confusão: houve quem divulgasse que o clube o roubara do All Boys, aliciando seus pais, e que o teria inscrito como "Tévez" para que a manobra não fosse percebida.
Tirei o Martínez, que é da minha mãe, e pus Tévez, porque meu velho me reconheceu, não pela questão do passe. Que trapaça seria essa, se o número do documento é o mesmo? Quem falou demais foi um tipo que tinha 20% do meu passe como 'Martínez', não como 'Tévez', mas que não sabia nada da minha família nem de meu passado.
Chegou ao Boca ainda na primeira das categorias de base. Seus 44 gols nos dois primeiros anos o levaram à Seleção Argentina sub-15. Foram três anos até que o treinador Carlos Bianchi o chamasse para o time principal, em 2000. Realizava o sonho de treinar e acompanhar ainda mais de perto os seus ídolos, a quem entregava bolas durante os jogos como gandula até o ano anterior. O maior deles, Juan Román Riquelme, presenteou-o com suas chuteiras, que ele futuramente passaria a usar.
| “ | Me encantava estar dentro da Bombonera, atrás dos painéis de publicidade, sentindo o grito da torcida. Via de perto Serna, Guillermo, Román... Quando comecei a treinar com eles, transformei um sonho que tinha em realidade | ” |

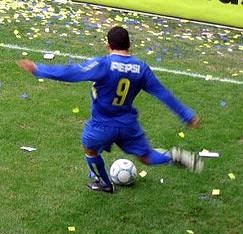
Tévez no Boca Juniors, seu clube do coração.

A estreia, porém, demoraria até o ano seguinte, em 21 de outubro de 2001, em uma derrota para o Talleres, em Córdoba. Já não morava em Fuerte Apache: o clube mantinha sua promessa em um apartamento no bairro de Versalles. Posteriormente, ele se mudaria para o de Villa Devoto, de classa média-alta, trazendo consigo onze pessoas, dentre as duas filhas, os pais, os quatro irmãos, uma cunhada, um sobrinho e até seu empresário.
Riquelme deixou o Boca no segundo semestre 2002. Tévez triunfaria no clube a partir de então, substituindo o ídolo na regência do time. No ano seguinte, foi decisivo nas vitórias dos Xeneizes sobre o Santos de Diego e Robinho nas finais da Taça Libertadores da América. Os argentinos foram ao jogo de volta, em São Paulo, tendo vencido na ida por 2–0, e Tévez começou a ruir os sonhos santistas de uma reação já nos 21 minutos do primeiro tempo, marcando o primeiro gol.
Exatamente quarenta anos após perder a final do torneio para o alvinegro de Pelé na Bombonera, o Boca vingou-se derrotando a equipe brasileira por 3–1 no Morumbi. Em 2003, no segundo semestre, Tévez faturaria ainda o título no Apertura do Campeonato Argentino. Já no Mundial Interclubes, contra o favorito Milan, jogou pouco, entrando apenas aos 27 minutos do segundo tempo, em razão da falta de ritmo de jogo: ele, para poder atuar na partida, teve de ir à justiça comum para garantir esse direito, uma vez que estava convocado para o Campeonato Mundial Sub-20 de 2003.
Em 2004, começaram as crises. O Boca voltou à final da Libertadores, após eliminar nos pênaltis o arquirrival River Plate em pleno Monumental de Núñez, nas semifinais - Tévez fizera, aos 44 minutos do segundo tempo, o gol de empate que levaria o Boca diretamente à decisão, comemorando-o com uma imitação de galinha (uma alusão à alcunha que os torcedores rivais são pejorativamente chamados pelos boquenses) e sem camisa, o que acarretaria na sua expulsão. Os millonarios ainda conseguiram um gol nos descontos, levando às penalidades. Detentor do título, o Boca chegou com favoritismo às finais contra o Once Caldas. Porém, após dois empates em 0–0, foi a vez do adversário se dar melhor nos pênaltis a levar, para a Colômbia, o título.
Naquele ano, Tévez passaria a ser seguido não só pela imprensa esportiva, mas também pela de celebridades: além de frequentador assíduo da vida noturna portenha, rompeu polemicamente o noivado de dois anos com sua namorada da infância, trocando-a grávida por uma famosa modelo local. O estresse o levou a pedir descanso dos compromissos com o clube, fazendo com que Guillermo Barros Schelotto e também Martín Palermo, dois veteranos colegas e ídolos de Carlitos, lhe criticassem em público. Chegou a viajar para Búzios com a nova namorada e só voltar na véspera de um clássico contra o River.
As confusões, ao mesmo tempo que lhe afastaram brevemente da Seleção principal, onde já era uma estrela, geraram atenção de clubes europeus interessados em aproveitar sua insatisfação cada vez maior. Bayern de Munique, PSV Eindhoven e Atlético de Madrid chegaram a oferecer por ele, respectivamente, 18 milhões, 13 milhões e 15 milhões de euros. Tévez ainda chegou a faturar em dezembro a Copa Sul-Americana de 2004 pelo Boca, marcando na final contra o Bolívar, quando sua transferência para o exterior foi acertada. Não para a Europa, mas para o vizinho Brasil.
Contra os prognósticos do clube, Tévez foi comprado por 19,5 milhões de dólares pela Media Sports Investment (MSI), parceira da equipe do Corinthians, a quem foi cedido no que foi a maior contratação da história do futebol brasileiro.

### Corinthians
Foi a principal contratação da MSI, que trouxera para o clube ainda seu compatriota Sebastián "Sebá" Domínguez e o meia Carlos Alberto, destaque da equipe portuguesa do Porto que no ano anterior conquistara a Liga dos Campeões da UEFA, além do Mundial Interclubes. Posteriormente, para treinar o clube, viria ainda um novo compatriota, Daniel Passarella. A parceria também traria Roger, Nilmar, Gustavo Nery e um dos grandes amigos de Tévez, Javier Mascherano. A vida conjugal de Carlitos também voltou aos eixos, com ele retomando o relacionamento com a ex-noiva, que dera à luz a sua filha Florencia. Após contratado, o então presidente do Brasil, Luiz Inácio Lula da Silva, corintiano assumido, afirmou que não acreditaria que Tévez daria certo no Corinthians.
A identificação de Tévez com a torcida corintiana foi imediata, gerando um frenesi que chegou a ser comparado com o de ídolos como Sócrates, Neto e Marcelinho Carioca. Mesmo com o time demorando a engrenar, sendo eliminado no Campeonato Paulista e na Copa do Brasil, além de obter resultados ruins no Campeonato Brasileiro - Passarella caiu após uma derrota de 1–5 no clássico contra o  São Paulo -, a mania em torno de Tévez só crescia entre os alvinegros. Não demorou a roubar o lugar e o número 10 de Gil, que acabaria negociado com o futebol japonês.
A disposição de Tévez em campo, lutando pela bola sem fugir das divididas, encantava os torcedores. Os mais entusiasmados não só adquiriam as camisas corintianas com o nome e número de Tévez (o caso de sete em cada dez camisas vendidas do clube), mas também as da Seleção Argentina, além de adotar o chapéu de pescador que o ídolo costumava usar fora dos gramados. Até uma chupeta alusiva à filha Florencia tornou-se item muito usado.
Após tropeços nos clássicos contra São Paulo e Santos (o time de Robinho e Giovanni vencera por 4–2 na Vila Belmiro), o Corinthians conseguiu a liderança do Brasileirão ao final do primeiro turno. Contra o outro rival, o Palmeiras, Tévez teve seu melhor desempenho em clássicos, vencendo um dos jogos e marcando o gol de empate no outro deixando o celebrado zagueiro Carlos Gamarra no chão. A vingança contra o Santos veio com um implacável 7–1 no Pacaembu, com ele marcando três vezes.
O quarto título brasileiro foi conquistado sob polêmica: no escândalo de manipulação de resultados que envolveu o árbitro Edílson Pereira de Carvalho, dois jogos do Corinthians apitados por este foram remarcados, e o clube faturou pontos que havia perdido - incluindo os da derrota de 2–4 para o Santos. Outro árbitro, Márcio Rezende de Freitas, também geraria controvérsias no confronto direto entre os dois clubes que disputavam o título, Corinthians x Internacional, ao não marcar pênalti sobre Tinga, que poderia dar a vitória aos colorados (a partida estava empatada em 1–1). A taça terminaria faturada com três pontos de diferença; se não houvesse as remarcações, os alvinegros ficariam um ponto atrás dos colorados, que seriam os campeões.
Alheio a tais fatores, Tévez sacramentou sua consagração. Marcou no total 20 gols, ficando em terceiro na artilharia (atrás de Romário, do Vasco da Gama, e de Róbson, do Paysandu), e por pouco não superando os 21 gols de Luizão, máximo artilheiro corintiano em uma única edição do torneio. Foi eleito ainda o melhor jogador do campeonato, faturando a Bola de Ouro da Revista Placar; ele foi apenas o quarto estrangeiro a receber a premiação.
| “ | Foi instantâneo (ganhar o coração dos corintianos). Eles logo se deram conta de que vim para dar o máximo, que não pensava em me poupar. E me bancaram até a morte. (...) Eu me identifiquei muito com os corintianos. É gente humilde, sofrida, de bairros pobres. Igualzinho aos torcedores do Boca. Fico encantado que me vejam como um. Se o Corinthians não me quiser, eu não jogo mais no Brasil. Virei torcedor do Corinthians. Quando eu parar (de jogar), se o Corinthians enfrentar o Boca, terei de torcer por um empate. | ” |

#### A conturbada saída
No entanto, Tévez não demoraria muito no time. Por muitos fatores, sua saída do Corinthians começou a ser especulada em 2006. Um destes foi a traumática eliminação na Taça Libertadores da América: nas oitavas-de-final o clube enfrentou o River Plate. Tévez e Corinthians tinham motivações extras contra o adversário: para Tévez, era o rival de seu amado Boca Juniors; para os alvinegros, era a chance da revanche contra a equipe que os eliminou em casa no torneio de 2003, decretando uma crise que só passaria justamente em 2005.
Porém, uma nova eliminação gerou grande revolta ainda dentro do estádio do Pacaembu, depredado por segmentos mais exaltados da torcida, que queriam invadir o campo. Tévez se assustou, inclusive porque sua filha Florencia estava no estádio. Quando foi à Argentina se apresentar à Seleção para ir à Copa do Mundo de 2006, levou todos os seus objetos pessoais para sua casa em Buenos Aires. O  iraniano Kia Joorabchian, representante da MSI, teria começado a oferecê-lo para clubes como Milan e Manchester United.
A experiência de atuar na Europa durante a Copa, realizada na Alemanha, também alimentou os boatos de que Tévez iria embora. Quando voltou, o técnico Emerson Leão resolveu tirar-lhe a braçadeira de capitão, com a justificativa de que não entendia o que ele falava. Leão também fazia declarações xenófobas contra os argentinos. A gota d'água para a saída veio quando o argentino comprou briga contra a torcida que tanto o idolatrava após comemorar um gol contra o Fortaleza pedindo silêncio, revoltado com as vaias dirigidas a seus companheiros. A situação ficou insustentável para ele, que encontrou desavenças também com a diretoria. Joorabchian, então, negociou-o, juntamente com o amigo e colega Mascherano, para o time ingles do West Ham, no último dia do fechamento do mercado europeu para o início da temporada 2006–07.
A briga com a Fiel e a breve passagem pelo Corinthians, porém, não o impediu de ser lembrado por alguns ilustres torcedores meses mais tarde. Em dezembro de 2006, a Placar publicou uma edição especial que elegia os melhores times hipotéticos dos doze maiores clubes brasileiros, baseado nas indicações mais votadas de famosos torcedores de cada um. Tévez foi o quarto atacante mais votado no Corinthians, escolhido por Washington Olivetto, Sílvio Lancellotti e José Geraldo Couto. Posteriormente, a mesma revista o colocou como o 23º maior jogador dos cem anos do clube, em edição especial que celebrou o centenário corintiano. Tévez ficou à frente de ídolos consagrados do passado recente alvinegro, como Viola, Gamarra, Vampeta, Ricardinho, Luizão e Edílson, dentre outros.

### West Ham

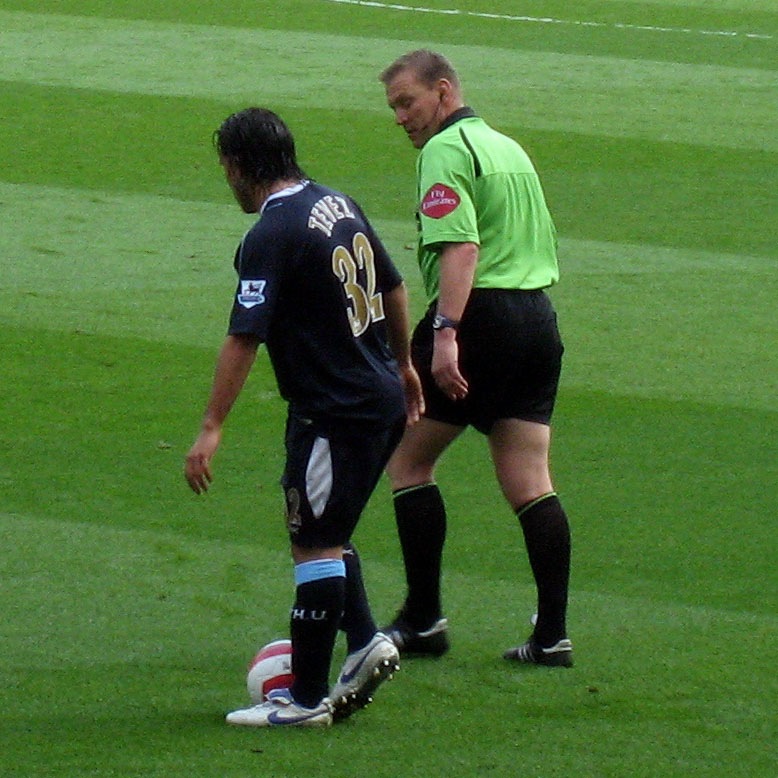
Tévez pelo West Ham, em um dérbi londrino contra o Arsenal.

A chegada de Tévez e Mascherano ao West Ham representavam também uma estratégia de Kia Joorabchian para posteriormente comprar o clube. Criou-se um natural clima de otimismo, inclusive porque a equipe, na temporada anterior à chegada dos reforços de peso, havia ficado em um satisfatório nono lugar na Premier League e com o vice-campeonato na Copa da Inglaterra, após perder apenas nos pênaltis a decisão para o Liverpool.
Os prognósticos promissores para o clube de Londres, com a contratação dos dois argentinos, porém, não se confirmou. A equipe foi realizando campanha sofrível e Tévez não escapou da má fase. Após dezenove partidas sem marcar, caído entre os reservas, só faria seu primeiro gol em março, já no final da temporada, e ainda assim em uma derrota para o Tottenham. Já estava sem o amigo Mascherano, que fora para o Liverpool. A derrota, em casa, a dez rodadas do fim, era um sinal de que a equipe já estaria rebaixada, na opinião de muitos: estava dez pontos atrás do último colocado fora da zona de rebaixamento, o Manchester City.
Mas justamente no final daquela edição da Premier League, nas nove rodadas seguintes, ele conseguiu demonstrar seu melhor futebol no West Ham. Marcou outros seis gols, vitais. O último deles, na última rodada, foi o único na vitória por 1–0 sobre o Manchester United em pleno Old Trafford, que salvou os Hammers do rebaixamento. Foi carregado pelos colegas ao fim da partida. A imprensa britânica foi unânime em elegê-lo o salvador do clube, cujos últimos quinze jogos na temporada foram transmitidos ao vivo na Argentina por causa do sucesso de Tévez. A permanência heróica dos Irons estampou a capa dos jornais argentinos.
E o último adversário, o Manchester United, também reconheceu o grande crescimento de produção de Carlitos, que de vexame virara herói, e o adquiriu por empréstimo por duas temporadas.
| “ | Quando cheguei à Inglaterra, tive que aprender a desfazer-me rápido da bola. Fisicamente sou forte e veloz, mas tive de entender que se não soltava a bola em seguida, a perdia. Ou seja, minha cabeça teve que se fazer forte e veloz como minhas pernas. Aí comecei a ir bem no West Ham. E minha temporada ali me fez crescer muito, porque nunca havia disputado um descenso e isso te fortalece muito, desde a cabeça. | ” |

### Manchester United

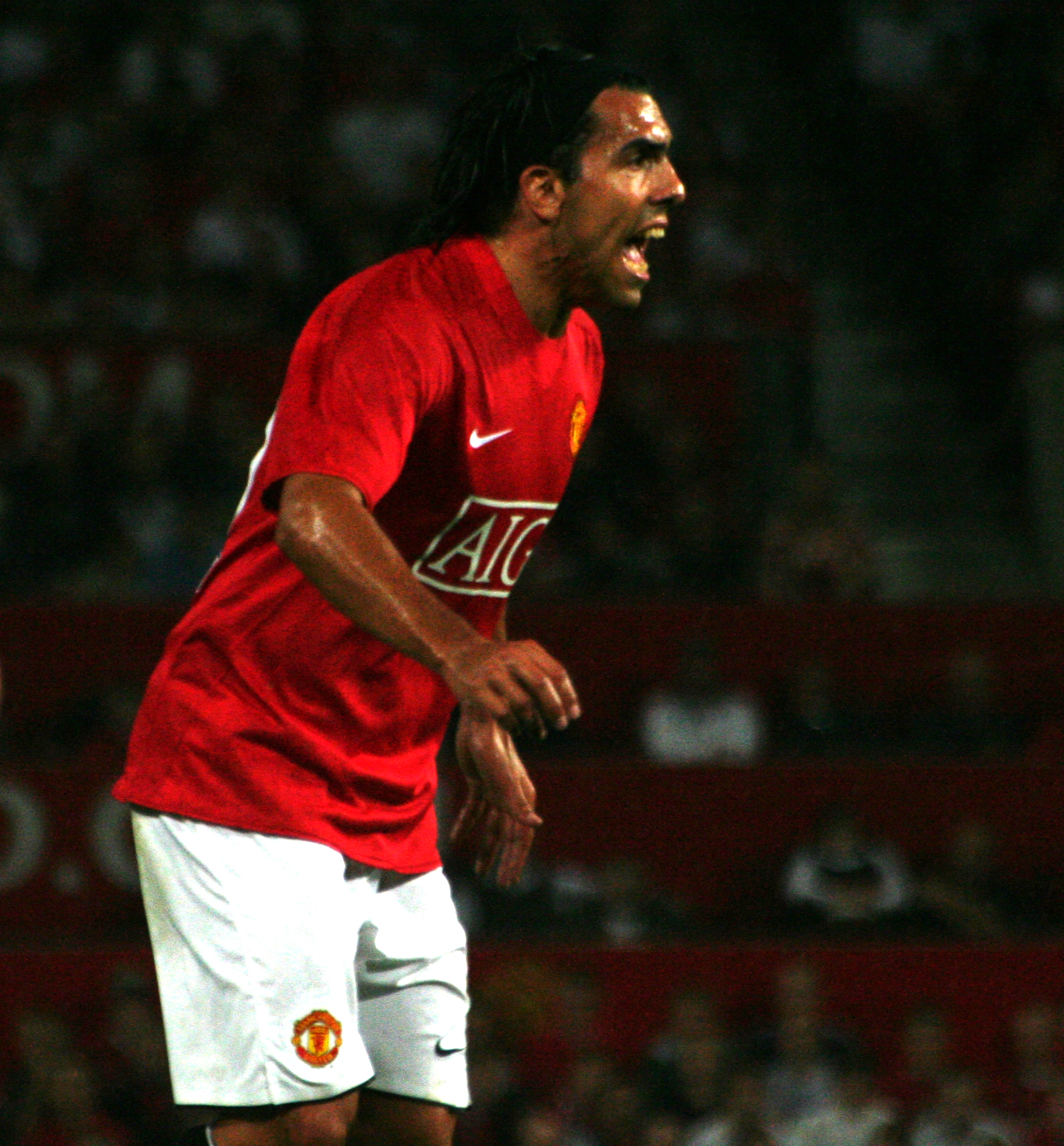
Não foi ídolo máximo no Manchester United, mas não deixou de ser celebrado pela torcida.

Fez sua estreia pelos Red Devils no empate em 1 a 1 contra Portsmouth, em 15 de agosto, começando no lugar do lesionado Wayne Rooney. No dia 23 de setembro, marcou seu primeiro gol, com um mergulho de cabeça, na vitória por 2 a 0 do Manchester United contra o Chelsea no Old Trafford. Em novembro, Alex Ferguson declarou que o clube pretendia adquirir em definitivo o argentino.
Tévez marcou um total de cinco gols durante a Liga dos Campeões 2007–08, na campanha bem sucedida do Manchester United, campeão em uma final inglesa contra o Chelsea. No total, marcou dezenove vezes em sua primeira temporada, formando letal trio ofensivo com Rooney e Cristiano Ronaldo. Foi ainda campeão da Premier League e do Mundial de Clubes.
Se na primeira temporada conseguiu sucesso no United não-alcançado pelos compatriotas que estiveram anteriormente a ele no clube - Juan Sebastián Verón e Gabriel Heinze -, na segunda Tévez acabou relegado pelo técnico Ferguson em favor do reforço búlgaro Dimitar Berbatov. A derrota para o Barcelona na final da Liga dos Campeões de 2008–09 acabou sendo sua última partida pela equipe. Embora o argentino fosse mais querido pelos fãs do que o búlgaro, que marcara menos na temporada e, acima de tudo, quisesse ficar, Ferguson já não demonstrou o mesmo interesse para que o clube comprasse-o ou renovasse o empréstimo.
Apesar dos cantos da torcida aos dirigentes pedindo pela permanência do Argentinian, como ela o chamava carinhosamente, a falta de um acordo confirmou-se e Tévez deixou o United, mas não Manchester. Semanas depois era anunciado oficialmente como reforço do Manchester City. Dias antes do acerto, quando a transferência para o rival ainda estava nas especulações, frisou à imprensa de que não se considerava um traidor caso sua ida ao City se confirmasse:
| “ | Eles (os torcedores) não sentirão que os traí. Eles têm de lembrar que, até onde eu sei, fui dispensado pelo United. Assim, tenho de estudar as melhores ofertas à disposição. (...) Depois daquele jogo (uma derrota em casa para o arquirrival Liverpool), o Alex Ferguson me ignorou quase como se eu fosse o culpado pela derrota. O Liverpool nos dominou completamente. Os torcedores começaram a pedir para eu entrar, mas o Ferguson nunca ouvia conselhos de outros porque sempre está certo. Eu dei tudo pelo time e a torcida sabe disso. Não merecia terminar minha passagem desse jeito. | ” |

### Manchester City

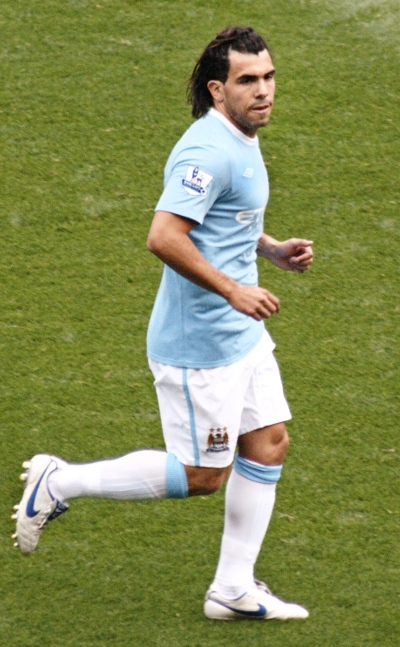
Tévez no Manchester City.

Os Citizens desembolsaram 25,5 milhões de libras por Tévez (cerca de 30 milhões de euros ou 74,1 milhões de reais), mais um salário de 100 mil libras por semana por um contrato de cinco anos - 328 mil reais a cada sete dias. Tévez repetiu o caminho que outros ídolos do United, por motivos diversos, fizeram ao ir para o outro time mancuniano. Diferentemente de Denis Law, Andriy Kančelskis, Peter Schmeichel e Andy Cole, ele não fez a troca às vésperas de sua aposentadoria, chegando aos Sky Blues com 25 anos.
Valorizado no City, continuou a demonstrar o futebol guerreiro que o caracterizava, a ponto de ofuscar até a maior celebridade do elenco, Robinho, contra quem tanto jogara por Boca Juniors, Corinthians e Seleção Argentina. Uma das maiores críticas da imprensa e torcida contra o brasileiro é a de que ele, o mais caro jogador do futebol inglês, sumia em campo, enquanto Tévez, com um salário menor, tinha mais garra e empenho.
Em meio à temporada, destacou-se individualmente nos dérbis contra o Manchester United, embora sua equipe não tenha tido sucesso. No primeiro, em Old Trafford, pela Premier League, marcou o gol de empate parcial em 1–1 e chegou a cabecear uma bola na trave. A partida terminaria com a vitória dos Red Devils por 4–3 nos acréscimos da partida. Posteriormente, os dois rivais encontraram-se nas semifinais da Copa da Liga Inglesa.
O incentivo especial de Tévez chamou a atenção de seu ex-clube, que normalmente desprezava esta competição. O argentino marcou três gols nos confrontos da Copa da Liga: dois na partida de ida, no City of Manchester Stadium, na vitória azul por 2–1, não se furtando em provocar os torcedores adversários nas comemorações. Na volta, em Old Trafford, o City acabou eliminado de forma dramática: perdia por 0–2 quando, a dez minutos do fim, o argentino marcou, o que levaria a decisão por um lugar na final para a prorrogação, mas no último minuto seu ex-clube marcou o terceiro. O City perderia com gol no final novamente, em casa, no returno da Premier League, sendo derrotado por 0–1.
A dedicação de Tévez e seus 22 gols em 30 jogos pelo City, até o final de abril de 2010 (tendo superado em menos tempo o número de gols que marcara em dois anos pelo United), foi reconhecida pela PFA (Associação de Futebolistas Profissionais da Inglaterra), recebendo um dos prestigiados prêmios locais entregues pela associação, ao lado de nomes como Wayne Rooney, Cesc Fàbregas e Didier Drogba. O City terminou o campeonato na quinta colocação, a melhor em muito tempo, mas com uma frustração: o clube esteve perto de se classificar para a Liga dos Campeões da UEFA de 2010-11, que não disputava desde a temporada 1968–69. A vaga, no entanto, acabou perdida na penúltima rodada, em casa, no confronto direto contra o Tottenham Hotspur. A perda da vaga representou uma grande frustração para Tévez, que esperava passar apenas uma temporada sem disputar a Liga dos Campeões, influenciando no desejo do argentino em sair do clube. Em meio à boa temporada dos azuis na Premier League, em que a equipe esteve no topo da tabela, o atacante estourou uma crise ao anunciar o rompimento de sua relação com o City, não-confirmado pelo clube. O argentino frisou que não se tratava de um alegado mal relacionamento com o técnico Roberto Mancini, e sim da saudade que sentia das filhas, que regressaram à Argentina com a mãe, após Carlitos se divorciar dela. Posteriormente, o argentino foi convencido de sua importância nos Citizens pelo treinador e concordou em permanecer. A vaga para a Liga dos Campeões viria na temporada seguinte.
Os desentendimentos com Mancini, porém, não terminariam por aí. Já na 2011-12, durante um jogo contra o Bayern de Munique válido pela fase de grupos da Liga dos Campeões da UEFA de 2011-12, em 27 de setembro de 2011, Tévez teria se recusado a entrar na partida após ter sido convocado do banco de reservas pelo treinador italiano. A atitude do atacante gerou uma grande revolta do treinador, nítida naquele momento para quem assistia a partida. As declarações após o jogo atestaram que Roberto Mancini realmente havia se revoltado com Carlitos, tendo o técnico frisado que Tévez jamais jogaria pelo clube novamente, e que ele "se comportou estupidamente" no momento em que foi chamado para entrar na partida. Posteriormente, o argentino negou veementemente as afirmações do treinador, declarando que estava pronto para jogar e gerando ainda mais polêmicas.
| “ | Houve uma confusão no banco de reservas e acredito que minha posição possa ter sido mal interpretada. Eu gostaria de pedir desculpas a todos os fãs do Manchester City, com quem sempre tive um relacionamento muito forte, por qualquer mal entendido ocorrido em Munique. Eles entendem que quando eu estou em campo, sempre dou o máximo pelo clube. Eu havia me aquecido e estava pronto para jogar. Este não é o momento certo para entrar em detalhes específicos sobre porque isto não aconteceu. Mas eu gostaria de declarar que eu nunca me recusei a jogar. Estou pronto para jogar quando solicitado e cumprirei todas as minhas obrigações. | ” |

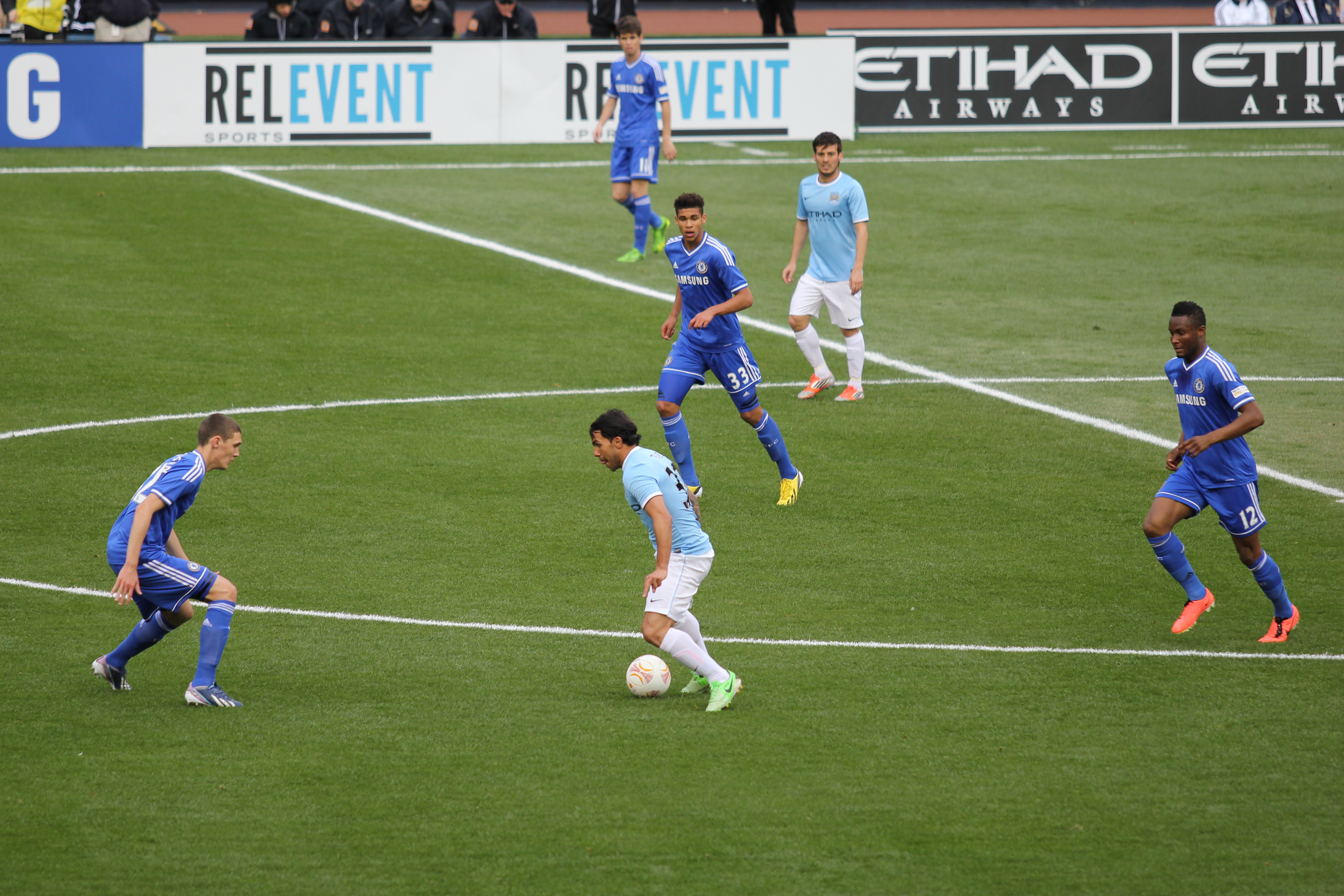
Tévez contra o Chelsea em amistoso.

A polêmica arrastou-se por muito tempo, e parecia claro que o argentino não permaneceria nos Citizens. Com várias propostas, incluindo uma do Corinthians, pelo qual Tévez consagrou-se anos antes no Brasil, Mancini chegou a declarar que respeitaria a decisão de saída do jogador. Após as chegadas de Sergio Agüero e Samir Nasri, jogadores que interessavam ao treinador há muito tempo, as especulações acerca da saída de Tévez ganharam ainda mais força no mercado de transferências do inverno europeu, em janeiro de 2012. Entretanto, nenhuma transferência acabou confirmada de fato, e Tévez permaneceu no clube para o segundo turno da temporada 2011-12.
Em 28 de fevereiro de 2012, o argentino voltou aos gramados após cinco meses sem jogar, atuando numa partida do time B do Manchester City. Tévez permaneceu em campo por apenas 45 minutos antes ser substituído no intervalo, e deu apenas um chute a gol no período em que jogou. Três dias depois, em 2 de março, Roberto Mancini afirmou que o argentino deve estar apto a jogar pela equipe principal em duas semanas, demonstrando que a grande polêmica que envolveu os dois parece ter finalmente se resolvido.

### Juventus

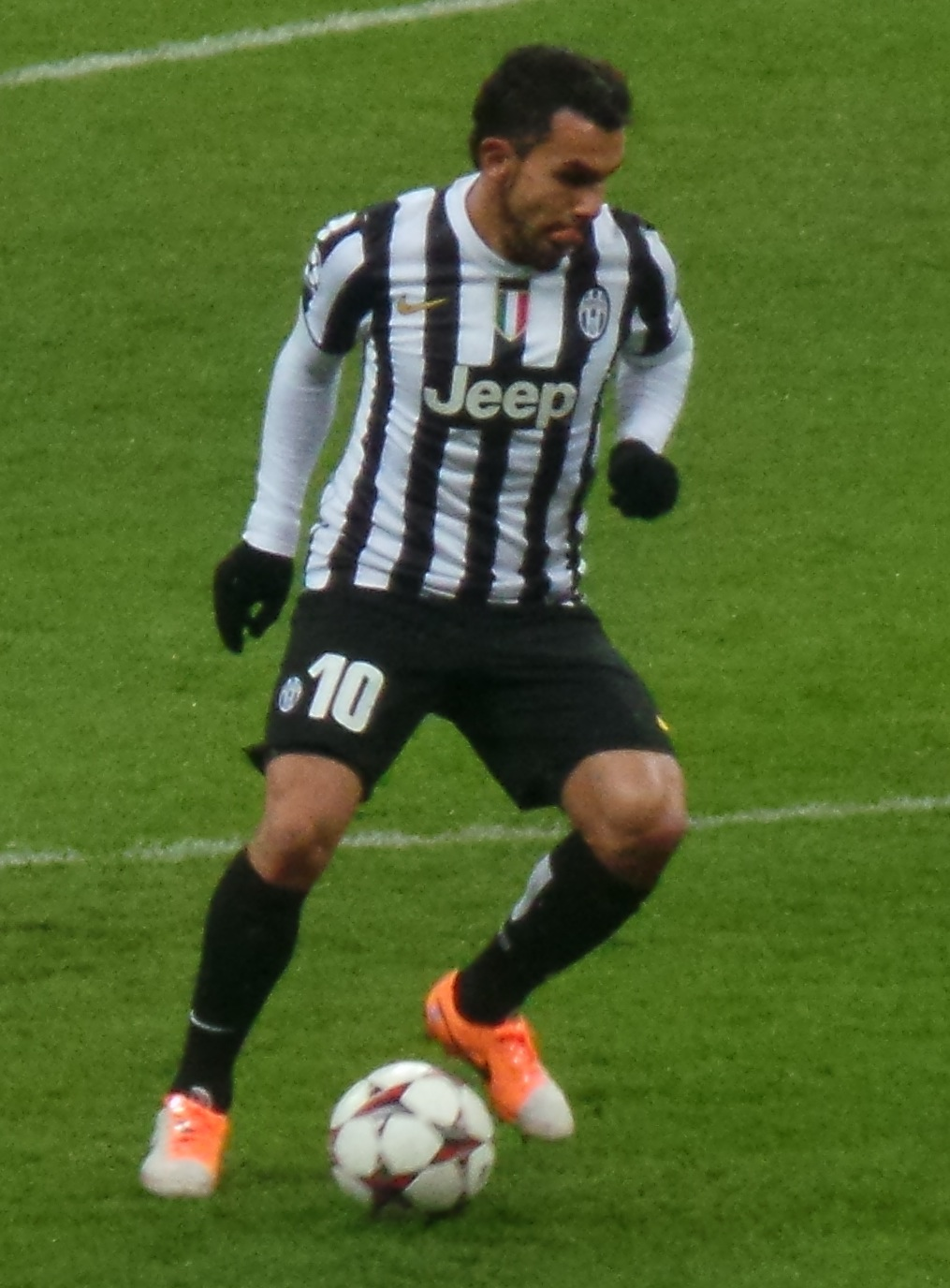
Tévez atuando pela Juventus.

No dia 26 de junho, assinou por três anos com a Juventus, onde recebeu a camisa 10 que pertenceu ao lendário Alessandro Del Piero.

#### 2013–14
Em 18 de agosto de 2013, Tevez fez sua estreia competitiva para a Juventus, marcando o quarto gol em uma vitória por 4-0 sobre a Lazio na Supercopa Italiana 2013. Em 24 de agosto, ele fez sua primeira aparição na Serie A, marcando o gol da vitória da Juventus contra a Sampdoria por 1-0 em seu jogo de abertura da temporada 2013-14.
Em 15 de dezembro de 2013, Tevez marcou seu primeiro hat-trick para a Juve em uma vitória por 4-0 na Serie A contra Sassuolo no Estádio da Juventus. Em 23 de fevereiro de 2014, ele marcou o único gol na derrota da Juve por 1-0 sobre Torino no Derby della Mole.
Ele terminou a temporada como melhor goleador da equipe com 21 gols em todas as competições, e foi nomeado como "Jogador da temporada" da Juve. Ele foi o terceiro maior artilheiro da Serie A com 19 gols, pois o Bianconeri venceu o 30º Scudetto.

#### 2014–15
Em 16 de Setembro de 2014, Tevez marcou dois golos na vitória da Juventus por 2-0 sobre o Malmö FF na fase de grupos da Liga dos Campeões da UEFA de 2014-15 os seus primeiros golos na competição desde 2009. Ele marcou outra chave no Supercoppa Italiana de 2014 contra o Nápoles em Doha, em 22 de dezembro, mas acertou o poste com a primeira tentativa como Juventus perdeu em uma disputa de pênaltis.
Em 24 de fevereiro de 2015, Tevez marcou o gol de abertura na derrota por 2 x 1 da Juventus do Borussia Dortmund na rodada da Liga dos Campeões de 16 da primeira mão. Três semanas mais tarde, ele marcou duas vezes e ajudou outro no Westfalenstadion como Juve venceu o clube alemão por 3-0 para se qualificar para os quartos-de-final. Em 5 de Maio, Tevez marcou de uma penalidade para dar à Juventus uma vitória por 2-1 sobre o Real Madrid na primeira mão da meia-final da UEFA Champions League, no Estádio Juventus, em Turim; Este foi o seu 50º golo para a Juventus.
Tevez terminou a temporada da Serie A com 20 gols, ajudando a Juventus a um quarto Scudetto consecutivo. Em 6 de Junho de 2015, começou na final da UEFA Champions League de 2015, quando La Vecchia Signora foi derrotada por 3-1 pelo Barcelona no Olympiastadion de Berlim; Tevez estava envolvido no empate temporário de Álvaro Morata, quando marcou de uma recuperação depois que o guarda-redes do Barcelona, Marc-André ter Stegen, havia rejeitado o remate inicial do argentino.

### Retorno ao Boca Juniors
Enquanto disputava a Copa América de 2015 no Chile, o Boca Juniors, por meio de seu twitter oficial, anunciou o seu retorno ao clube. Tevez deixou a Europa em pleno melhor momento de sua carreira, somente para voltar a atuar no Boca Juniors, clube do seu coração, atitude que reforçou ainda mais sua fama de "jogador do povo".
Já em seu retorno a Bobonera, conquistou o Campeonato Argentino e também a Copa da Argentina.
Em 20 de abril de 2016 se destacou na goleada sobre o Deportivo Cali por 6 a 2 pela fase de grupos da Copa Libertadores da América, tendo sido autor de dois gols e uma assistência, ajudando o clube a se classificar para a fase seguinte. Tevez voltou a ser importante nas duas partidas contra o Cerro Porteño pelas oitavas de final, marcando um gol em cada jogo, em duas vitórias tranquilas do Boca por 2x1 no Paraguai e 3x1 na Bobonera. Na semifinal da competição, o favorito Boca acabou sendo eliminado em casa para o Independiente del Valle.
Após a eliminação na Libertadores, Tevez se destacou na vitória sobre o Sevilla por 4x3 em partida válida pelo torneio amistoso Antonio Puerta, sendo autor de dois belos gols. Repetiu a dose no Superclássico do futebol argentino (Boca x River) em 11 de dezembro, marcando duas vezes na vitória do Boca por 4 a 2 em pleno Monumental de Nuñez.
Em clima de despedida do Boca, devido a uma proposta valiosa do futebol chinês, Tevez se destaca na goleada sobre o Colón por 4 a 1 em 18 de dezembro, mantendo o Boca na liderança do Campeonato Argentino.

### Shanghai Shenhua
No dia 29 de dezembro de 2016, acertou sua ida ao Shanghai Shenhua, da China. Fez sua estreia em 8 de fevereiro de 2017 contra o Brisbane Roa, da Austrália, na derrota por 2 a 0, sendo eliminado na Liga dos Campeões da AFC.

### Terceira passagem pelo Boca Juniors
Em 5 de janeiro de 2018, após rescindir seu contrato com o clube chinês, confirmou seu retorno novamente ao Boca Juniors. Fez sua resstreia em um Superclassico no dia 21 de janeiro em partida válida pela final do Torneio de Verão Argentino, na qual sua equipe acabou derrotada pelo placar de 1-0 e ele teve uma atuação muito apagada. Em seu terceiro jogo fez seu primeiro gol, empatando a partida contra o vice-líder do Campeonato Argentino, Club Atlético San Lorenzo de Almagro, por 1 a 1 em 4 de fevereiro, mantendo a diferença de seis pontos na liderança.

### Aposentadoria
Após ano “sabático”, Carlitos Tévez anunciou em 4 de junho de 2022, sua aposentadoria dos gramados, declarando ter perdido a vontade de jogar depois de seu pai morrer em fevereiro de 2021.

## Carreira como treinador

### Rosario Central
Foi anunciado dia 21 de junho de 2022 como novo treinador do Rosario Central, com contrato válido até junho de 2023. Será o primeiro desafio como treinador em sua carreira.
Em 3 de novembro, anunciou sua saída do clube.

### Independiente
No dia 22 de agosto de 2023, foi anunciado como novo treinador do Independiente. Em 19 de outubro de 2023, segundo o jornal Clarín, o treinador sofreu um acidente doméstico e bateu a sua cabeça na pia após escorregar. Ele sofreu uma concussão no crânio e teve que ser internado às pressas para um hospital. Em 24 de abril de 2024, Tévez sentiu dores no peito e foi internado às pressas num hospital da cidade de Martínez, na Argentina. O treinador foi diagnosticado com hipertensão, segundo reportagem divulgada pela revista Olé.

## Seleção Argentina
Sua primeira convocação para a Seleção Argentina foi ainda na categoria sub-15. Nela começou a amizade com Javier Mascherano. Tévez jogou com ele e também com Maxi López um torneio em Wembley, chegando a marcar um gol de bicicleta contra a França.
Venceu o Campeonato Sul-Americano Sub-20 de 2003. No ano seguinte venceu também o Torneio Pré-Olímpico, com vitória sobre o Brasil. Já com a equipe principal, foi à Copa América de 2004 como reserva. Ficou marcado por suas firulas no final da partida terem sido em vão: ele e D'Alessandro procuraram ganhar tempo, com a vitória parcial dos argentinos por 2–1, mas Adriano conseguiu empatar nos acréscimos. O Brasil acabou sagrando-se campeão nos pênaltis.
No mês seguinte, nas Olimpíadas de 2004, Tévez foi o grande nome. A Argentina, embalada pela artilharia de Carlitos, conseguiu um inédito ouro. Firmando-se na Seleção principal, esteve também na Copa das Confederações de 2005, perdida em outra final contra o Brasil. No ano seguinte, foi convocado para a Copa do Mundo de 2006. Tévez era um dos componentes do "quadrado mágico argentino" pedido pela torcida, ao lado de Hernán Crespo, Juan Román Riquelme e Lionel Messi. Apesar do apelo popular, foi utilizado como reserva pelo técnico José Pekerman, o que não diminuía seu entusiasmo, acompanhado por dezessete familiares que podia ver todos os dias.
Depois de ficar de fora da primeira partida, contra a Costa do Marfim, Tévez fez sua estreia em Copas no segundo jogo, e em grande estilo: entrou no decorrer da partida contra a Sérvia e Montenegro e marcou um dos gols mais bonitos do torneio, o quinto dos argentinos (que venceriam por 6–0): recebeu a bola, livrou-se de dois zagueiros  - um deles vendo a bola passar entre as próprias pernas  -, invadiu a área e bateu cruzado.

A boa campanha da Albiceleste acabou nas quartas-de-final, nos pênaltis, frente à anfitriã Alemanha. Tévez escapou das críticas, sendo visto como um injustiçado por ter passado mais tempo no banco do que em campo. Foi o jogador cuja imagem melhor ficou em seu país após o torneio, especialmente após o redentor final de temporada que se seguiu, quando salvou o West Ham do rebaixamento. A imprensa e a torcida o consideraram cada vez mais o jogador do povo. Sua vontade em participar da Copa América de 2007, mesmo deixando-lhe com apenas uma semana de férias, aumentou ainda mais a idolatria nacional em torno dele. A Argentina, até a final, realizou a melhor campanha do torneio, mas perdeu novamente para o Brasil na decisão.

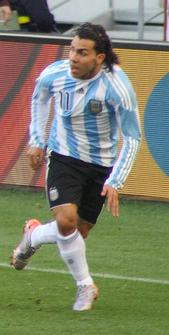
Tévez pela Seleção na Copa do Mundo de 2010.

Tévez foi para a sua segunda Copa na de 2010, realizada na África do Sul, colocando Agüero no banco e sendo um dos atacantes titulares de Diego Maradona. Com boas atuações, especialmente nas oitavas-de-final, marcou dois gols contra o México. No primeiro, lutou pela bola contra o goleiro, e ela acabou sendo espirrada para Lionel Messi chutar para as redes. Antes que ela entrasse, Tévez, em impedimento, cabeceou-a, abrindo o placar. O seu segundo gol foi o terceiro da partida, brigando contra dois mexicanos pela bola e mandando uma bomba de fora da área. O encanto, porém, durou novamente apenas até as quartas-de-final, quando outra vez a Argentina foi eliminada pela Alemanha, por 4–0.
Em junho do ano seguinte, foi confirmado na lista dos 23 convocados para a Copa América de 2011, agora sob o comando de Sergio Batista. O torneio foi realizado em território argentino e terminou sendo frustrante para a seleção anfitriã, que foi eliminada pelo histórico arquirrival Uruguai numa disputa por pênaltis, após um empate por 1–1 no tempo normal. Tal disputa acabou sendo ainda pior para Tévez, que foi o único jogador argentino a desperdiçar sua cobrança.
Em 2014 foi excluído da convocação do técnico Alejandro Sabella para a Copa do Mundo de 2014 do Brasil, uma decisão considerada polêmica e que provocou protestos da opinião pública contra a decisão do treinador argentino.
No dia 6 de outubro de 2014, o novo técnico da Seleção Argentina, Tata Martino, revelou que Tévez voltaria a jogar pela Seleção, após ficar um longo tempo fora dela.
Disputou a Copa América de 2015.

## Estatísticas
Atualizadas até 9 de maio de 2018.

### Clubes
| Clube             | Temporada | Liga  | Liga | Copa  | Copa | Copa da Liga | Copa da Liga | Competições continentais¹ | Competições continentais¹ | Outros² | Outros² | Total | Total |
| Clube             | Temporada | Jogos | Gols | Jogos | Gols | Jogos        | Gols         | Jogos                     | Gols                      | Jogos   | Gols    | Jogos | Gols  |
| ----------------- | --------- | ----- | ---- | ----- | ---- | ------------ | ------------ | ------------------------- | ------------------------- | ------- | ------- | ----- | ----- |
| Boca Juniors      | 2001–02   | 11    | 1    | —     | —    | —            | —            | 4                         | 1                         | —       | —       | 15    | 2     |
| Boca Juniors      | 2002–03   | 32    | 11   | —     | —    | —            | —            | 9                         | 5                         | —       | —       | 41    | 16    |
| Boca Juniors      | 2003–04   | 23    | 12   | —     | —    | —            | —            | 14                        | 3                         | 2       | 1       | 39    | 16    |
| Boca Juniors      | 2004–05   | 9     | 2    | —     | —    | —            | —            | 6                         | 2                         | —       | —       | 15    | 4     |
| Boca Juniors      | 2015–16   | 12    | 5    | 5     | 4    | —            | —            | —                         | —                         | 1       | 0       | 18    | 9     |
| Boca Juniors      | 2016      | 11    | 4    | 4     | 2    | —            | —            | 12                        | 5                         | —       | —       | 27    | 11    |
| Boca Juniors      | 2016–17   | 11    | 5    | —     | —    | —            | —            | —                         | —                         | —       | —       | 11    | 5     |
| Boca Juniors      | 2017–18   | 10    | 3    | 1     | 1    | —            | —            | 5                         | 2                         | 1       | 0       | 17    | 6     |
| Boca Juniors      | Total     | 107   | 38   | 10    | 7    | —            | —            | 50                        | 18                        | 4       | 1       | 171   | 64    |
| Corinthians       | 2005      | 29    | 20   | 6     | 4    | —            | —            | 4                         | 0                         | 13      | 7       | 52    | 31    |
| Corinthians       | 2006      | 9     | 5    | —     | —    | —            | —            | 8                         | 4                         | 7       | 6       | 24    | 15    |
| Corinthians       | Total     | 38    | 25   | 6     | 4    | —            | —            | 12                        | 4                         | 20      | 13      | 76    | 46    |
| West Ham          | 2006–07   | 26    | 7    | 1     | 0    | —            | —            | 2                         | 0                         | —       | —       | 29    | 7     |
| West Ham          | Total     | 26    | 7    | 1     | 0    | —            | —            | 2                         | 0                         | —       | —       | 29    | 7     |
| Manchester United | 2007–08   | 34    | 14   | 2     | 1    | —            | —            | 12                        | 4                         | —       | —       | 48    | 19    |
| Manchester United | 2008–09   | 29    | 5    | 3     | 2    | 6            | 6            | 9                         | 2                         | 4       | 0       | 51    | 15    |
| Manchester United | Total     | 63    | 19   | 5     | 3    | 6            | 6            | 21                        | 6                         | 4       | 0       | 99    | 34    |
| Manchester City   | 2009–10   | 35    | 23   | 1     | 0    | 6            | 6            | —                         | —                         | —       | —       | 42    | 29    |
| Manchester City   | 2010–11   | 31    | 20   | 6     | 3    | —            | —            | 6                         | 0                         | —       | —       | 42    | 23    |
| Manchester City   | 2011–12   | 13    | 4    | —     | —    | —            | —            | 1                         | 0                         | —       | —       | 14    | 4     |
| Manchester City   | 2012–13   | 34    | 11   | 6     | 5    | 1            | 0            | 5                         | 0                         | 1       | 1       | 39    | 17    |
| Manchester City   | Total     | 113   | 58   | 13    | 8    | 7            | 6            | 12                        | 0                         | 1       | 1       | 148   | 73    |
| Juventus          | 2013–14   | 34    | 19   | 2     | 1    | —            | —            | 12                        | 1                         | —       | —       | 48    | 21    |
| Juventus          | 2014–15   | 32    | 20   | 3     | 2    | —            | —            | 13                        | 7                         | —       | —       | 48    | 29    |
| Juventus          | Total     | 66    | 39   | 5     | 3    | —            | —            | 25                        | 8                         | —       | —       | 96    | 50    |
| Shanghai Shenhua  | 2017      | 16    | 4    | 3     | 0    | —            | —            | 1                         | 0                         | —       | —       | 20    | 4     |
| Shanghai Shenhua  | Total     | 16    | 4    | 3     | 0    | —            | —            | 1                         | 0                         | —       | —       | 20    | 4     |

¹ Em competições continentais, incluindo a Copa Libertadores da América, Copa Sul-Americana, Liga Europa e a Liga dos Campeões.
² Em outros, incluindo a Supercopa da Inglaterra, Supercopa da UEFA, Supercopa Argentina, Campeonato Paulista e o Mundial de Clubes da FIFA.

### Seleção Argentina
| Ano   |       |      |
| Ano   | Jogos | Gols |
| ----- | ----- | ---- |
| 2004  | 10    | 2    |
| 2005  | 9     | 0    |
| 2006  | 8     | 2    |
| 2007  | 13    | 3    |
| 2008  | 4     | 0    |
| 2009  | 8     | 1    |
| 2010  | 8     | 4    |
| 2011  | 4     | 1    |
| 2014  | 2     | 0    |
| 2015  | 10    | 0    |
| Total | 76    | 20   |

### Gols marcados
|     | Data                  | Local                                               | Adversário          | Placar | Resultado | Competição                     |
| --- | --------------------- | --------------------------------------------------- | ------------------- | ------ | --------- | ------------------------------ |
| 1.  | 17 de julho de 2004   | Estádio Elias Aguirre, Chiclayo, Peru               | Peru                | 0–1    | 0–1       | Copa América de 2004           |
| 2.  | 20 de julho de 2004   | Estádio Nacional, Lima, Peru                        | Colômbia            | 1–0    | 3–0       | Copa América de 2004           |
| 3.  | 1 de março de 2006    | St. Jakob Park, Basileia, Suíça                     | Croácia             | 1–0    | 2–3       | Amistoso                       |
| 4.  | 16 de junho de 2006   | Veltins-Arena, Gelsenkirchen, Alemanha              | Sérvia e Montenegro | 5–0    | 6–0       | Copa do Mundo de 2006          |
| 5.  | 2 de junho de 2007    | St. Jakob Park, Basileia, Suíça                     | Suíça               | 0–1    | 0–1       | Amistoso                       |
| 6.  | 5 de junho de 2007    | Camp Nou, Barcelona, Espanha                        | Argélia             | 1–0    | 4–3       | Amistoso                       |
| 7.  | 28 de junho de 2007   | Estádio José Pachencho Romero, Maracaibo, Venezuela | Estados Unidos      | 4–1    | 4–1       | Copa América de 2007           |
| 8.  | 28 de março de 2009   | Monumental de Nuñez, Buenos Aires, Argentina        | Venezuela           | 2–0    | 4–0       | Elim. da Copa do Mundo de 2010 |
| 9.  | 24 de maio de 2010    | Monumental de Nuñez, Buenos Aires, Argentina        | Canadá              | 4–0    | 5–0       | Amistoso                       |
| 10. | 27 de junho de 2010   | Soccer City, Joanesburgo, África do Sul             | México              | 1–0    | 3–1       | Copa do Mundo de 2010          |
| 11. | 27 de junho de 2010   | Soccer City, Joanesburgo, África do Sul             | México              | 3–0    | 3–1       | Copa do Mundo de 2010          |
| 12. | 7 de setembro de 2010 | Monumental de Nuñez, Buenos Aires, Argentina        | Espanha             | 3–0    | 4–1       | Amistoso                       |
| 13. | 20 de junho de 2011   | Monumental de Nuñez, Buenos Aires, Argentina        | Albânia             | 4–0    | 4–0       | Amistoso                       |

## Estatísticas como treinador
Atualizadas até 8 de Setembro de 2022 
| Equipe          | Jogos | Vitórias | Empates | Derrotas | Aproveitamento |
| --------------- | ----- | -------- | ------- | -------- | -------------- |
| Rosario Central | 24    | 6        | 11      | 7        | 25%            |
| Independiente   | 32    | 14       | 12      | 6        | 43%            |

## Títulos
Boca Juniors
- Campeonato Argentino: 2003, 2015, 2017–18, 2019–20
- Copa Libertadores da América: 2003
- Copa Sul-Americana: 2004
- Copa Intercontinental: 2003
- Copa Argentina: 2014–15
- Supercopa Argentina: 2018
- Copa da Liga Argentina: 2020

Corinthians
- Campeonato Brasileiro: 2005

Manchester United
- Premier League: 2007–08, 2008–09
- Copa da Liga Inglesa: 2008–09
- Supercopa da Inglaterra: 2008
- Liga dos Campeões da UEFA: 2007–08
- Mundial de Clubes da FIFA: 2008

Manchester City
- Premier League: 2011–12
- Copa da Inglaterra: 2010–11
- Supercopa da Inglaterra: 2012

Juventus
- Serie A: 2013–14, 2014–15
- Copa da Itália: 2014–15
- Supercopa da Itália: 2013

Shanghai Shenhua
- Copa da China: 2017

Seleção Argentina
- Sul-Americano Sub-20: 2003
- Olimpíadas: 2004

### Prêmios Individuais
- Melhor jogador da Liga Italiana pelo jornal italiano: 2013–14
- Melhor jogador do ano da Juventus: 2013–14
- Melhor jogador do ano do Manchester City: 2009–10
- Melhor jogador do ano do West Ham: 2007
- Melhor jogador do Campeonato Brasileiro: 2005
- Bola de Ouro da Revista Placar: 2005
- Bola de Prata da Revista Placar: 2005
- Melhor jogador das Américas em 2003, 2004 e 2005, eleito pelo jornal uruguaio El País.
- Melhor jogador Argentino: 2003 e 2004
- Melhor jogador das Olimpíadas: 2004
- Melhor jogador da Copa Libertadores: 2003
- 48º melhor jogador do ano de 2012 (The Guardian)[72]
- 96º melhor jogador do ano de 2016 (Marca)[73]
- Equipe ideal da América de 2016
- Seleção da Copa Libertadores: 2020[74]

### Artilharias
Manchester City
- Premier League de 2010–11 (21 gols)
- Supercopa da Inglaterra de 2012 (1 gol)

Seleção Argentina
- Olimpíadas 2004 (8 gols)